# جیمی لاج
جیمی لاج (انگلیسی: Jimmy Lodge; ۱۱ ژانویهٔ ۱۸۹۵ – ۲۴ اکتبر ۱۹۷۱) بازیکن فوتبال اهل بریتانیا بود.
از باشگاه‌هایی که در آن بازی کرده‌است می‌توان به باشگاه فوتبال هال سیتی، باشگاه فوتبال نانیتون تاون، و باشگاه فوتبال یورک سیتی اشاره کرد.